# Кадан Микита Вікторович
Микита (Нікіта) Кадан (нар. 26 листопада 1982, Київ) — український художник, лауреат Національної премії України імені Тараса Шевченка 2022 року. Працює, використовуючи різні медіа, зокрема інсталяцію, скульптуру, живопис, колаж. Представляв Україну на Венеційській бієнале, Стамбульській бієнале в 2015 році, Бієнале сучасного мистецтва в Пусані (2018), Монтевідео Бієнале (2023) .

## Життєпис
2007 р. закінчив Національну академію образотворчого мистецтва та архітектури, відділення монументального живопису. Навчався у майстерні монументального мистецтва під керівництвом Миколи Стороженка. Живе та працює в Києві.
Учасник творчого гурту Р. Е.П.(Революційний Експериментальний Простір), який виник під час української Помаранчевої революції у Києві 2004 року. До його складу входять художники Ксенія Гнилицька, Жанна Кадирова, Володимир Кузнецов, Лада Наконечна, Леся Хоменко. До 2006 року у гурт також входили Анатолій Бєлов, Борис Кашапов, Ярослав Коломійчук, Артур Бєлозьоров, Олександр Сємьонов, Олександра Сулименко, Кирило Гриньов, Саша Макарська, Володимир Щербак, Аліна Якубенко та ін.
З 2008 року учасник кураторської групи Худрада разом із Євгенією Бєлорусець, Ладою Наконечною, Олександром Бурлакою, Лесею Хоменко, Катериною Бадяновою та ін.
З 2016 року — член редакційної групи онлайн-видання мистецької та соціальної критики Prostory.
У 2019 році був куратором серії виставок «Жести ставлення» у Кмитівському художньому музеї ім Й. Д. Буханчука
Вибрані персональні виставки:
- «Проект руїн», Музей MUMOK, Відень (2019);
- «Одержимий може свідчити у суді», Музей M HKA, Антверпен (2018);
- «(Не)означені», Центр міської історії Центральної та Східної Європи, Львів (2017);
- «Кістки перемішались», Galeria Arsenal, Білосток (2016);
- «Межі відповідальності», Waterside Contemporary, Лондон (2015);
- «Кожен хоче жити біля моря», Viafarini DOCVA, Мілан (2014);
- «Витирати та заклеювати», Transit Gallery, Мехелен (2013);
- «Корекції», Центр сучасного мистецтва Zamek Ujazdowski, Варшава (2012);
- «Несезон», Мала галерея Мистецького Арсеналу, Київ (2011);
- «Процедурна кімната», Галерея на Інститутській, Київ (2010).

Вибрані групові виставки:
- «Почуття — Мистецтво та Емоції», Pinakothek der Moderne, Мюнхен (2020);
- «Ніколи знову. Мистецтво та антифашистська боротьба у 20 and 21 століттях», Музей Сучасного Мистецтва, Варшава (2019);
- Divided We Stand — the 9th Busan Biennale, Музей сучасного мистецтва, Пусан (2018);
- Природничі історії. Сліди політичного, MUMOK (Музей Сучасного Мистецтва Фундації Людвіга), Відень (2017);
- «Провина» PinchukArtCentre, Київ (2016);
- SALTWATER: Теорія форм думки, 14 Стамбульська Бієнале, Istanbul Museum of Modern Art, Стамбул (2015);
- Р. Е.П. — про метод, 10 років, Galeria Labirynt, Люблін / Національний художній музей, Тбілісі / Contemporary Art Space, Батумі (2014);
- RENDEZ-VOUS 13, в рамках Ліонської бієнале, Institut d'art contemporain, Ліон (2013);
- Найкращі часи, найгірші часи — Відродження та апокаліпсис у сучасному мистецтві, Перша київська бієнале ARSENALE 2012, Мистецький Арсенал, Київ (2012);
- Трудова виставка, Центр візуальної культури НаУКМА, Київ (2011);
- ЯКЩО. Українське мистецтво на зламі, Музей PERMM, Перм (2010);
- Погляди, Центр сучасного мистецтва при НаУКМА, Київ (2009);
- Generations UsA, PinchukArtCentre, Київ (2008);
- Революційний Експериментальний Простір, Центр сучасного мистецтва при НаУКМА, Київ (2004).

Роботи знаходяться у колекціях Мюнхенської Пінакотеки (Pinakothek der Moderne), Музею сучасного мистецтва M HKA в Антверпені, Музею сучасного мистецтва MUMOK у Відні, Національного Художнього Музею у Києві, у Kontakt Collection (Відень) та The Art Collection Telekom (Бонн).
Отримав Першу премію PinchukArtCentre у 2011, Спеціальну премію Future Generation Art Prize у 2014,  Премію імені Казимира Малевича у 2016, був номінований на премію Тараса Шевченка у 2020.
Творчість Кадана знаменує собою помітну зміну у мистецтві України початку нового століття. Розпочавши свою творчу діяльність на хвилі підйому громадянської активності під час Помаранчевої Революції у 2004 участю у проєкті «Революційний Експериментальний Простір», Кадан став одним із засновників однойменної мистецької групи та у подальшій творчості розгорнув закладені принципи, які широко пропагував у виступах, інтернет-виданнях і друкованих публікаціях. На відміну від попередньої генерації митців, здебільшого орієнтованої на естетизацію підсвідомого, творчість Кадана апелює до свідомої позиції громадянина у суспільстві й провокує до активних дій. Сутність його творів має соціально-критичне спрямування, здебільшого акцентуючись на негативних явищах, часом присвячена переосмисленню минулого країни, часом безпосередньо втручається у перебіг життєвих подій (на вулиці, у метро, в музеї, в залі судового засідання тощо), тим самим розглядаючи роль художника не як естета й споглядальника, а як ініціатора суспільно-корисних перетворень у різних галузях.
Ряд робіт Микити Кадана створено у співавторстві: з архітектором Олександром Бурлакою, соціологинею Анастасією Рябчук, художниками Ладою Наконечною та Юрієм Лейдерманом.

## Нагороди
- 2014, Спеціальна премія Future Generation Art Prize[4]
- 2011, Перша премія, PinchukArtCentre Prize[4]
- 2016, Премія імені Казимира Малевича[5]
- 2022, Національна премія України імені Тараса Шевченка за персональну виставку «Камінь б’є камінь»[6].